# Christian Saint-Germain
Christian Saint-Germain (1960-) est un professeur de philosophie, un essayiste et un intellectuel public canadien. 

## Biographie
Il a rédigé deux thèses de doctorat, l'une en théologie et l'autre en droit. Il enseigne la bioéthique et la philosophie politique à l'Université du Québec à Montréal et il a déjà été professeur invité à la Faculté de droit de l'Université de Montréal. Il est l'auteur de plusieurs essais, dont l'ouvrage Tomahawk qui a été finaliste au Prix littéraires du Gouverneur général 2012 en poésie. Il est un intellectuel public qui a déjà été invité à différents débats publics au sujet de l'identité québécoise. Dans ses écrits, il dénonce les attitudes adoptées par les dirigeants historiques du mouvement souverainiste depuis la Révolution tranquille. Il se montre particulièrement critique à l'égard de la gouvernance autoritaire du système de santé québécois. Il a notamment déjà écrit sur les nouvelles théories du sujet en droit pénal dans le contexte de l'affaire Francis Proulx.  

## Essais
- Christian Saint-Germain, L'œil sans paupière. Écrire l'émotion pornographique. Québec:  Presses de l’Université du Québec 2003
- Christian Saint-Germain, Paxil Blues. Antidépresseurs : la société sous influence. Montréal : Éditions du Boréal, 2005
- Christian Saint-Germain, Éthique à Giroflée. Paternité et filiation, Montréal: Éditions Nota Bene, 2005
- Christian Saint-Germain, Tomahawk. Montréal: Éditions du Noroit, 2012
- Christian Saint-Germain, L'Avenir du bluff québécois : la chute d'un peuple hors de l'histoire. Montréal : Liber, 2015.
- Christian Saint-Germain, Naître colonisé en Amérique, Montréal : Liber, 2017
- Christian Saint-Germain, Québec Circus, Montréal: Liber, 2019